# Nolien
Nolien est un village du Cameroun, situé dans la région de l'Est, dans le département du Haut-Nyong et dans la commune de Lomié.

## Population
D'après le recensement de 2005, Nolien comptait 66 habitants, dont 43 hommes et 23 femmes.

## Exploitation forestière
Les principaux sites d'exploitations sont les UEFA (exploitation à grande échelle). Le bois est ici exploité dans le but d'être exporté, commercialisé, ou destiné à l'amélioration de l'habitat.

## Climat
Le climat du village de Nolien est essentiellement équatorial où deux petites saisons des pluies sont entrecoupées de deux saisons sèches. La température moyenne est aux alentours des 24 degrés.

## Religion
- Christianisme protestant
- Christianisme Catholique
- Islam

## Langue
- Ndjem (langue)